# Togoperla canilimbata
Togoperla canilimbata és una espècie d'insecte plecòpter pertanyent a la família dels pèrlids.

## Descripció
- Els adults són, generalment, de color marró fosc (incloent-hi el cap).
- Pronot marró i amb rugositats.
- Ales de color marró fosc.
- Potes amb franges.
- Les ales anteriors dels mascles fan entre 24 i 26 mm de llargària i les de les femelles 28-30.[5]

## Reproducció
Els ous, ovals, fan 0,42-0,44 mm de llargada i 0,30-0,32 d'amplada.

## Distribució geogràfica
Es troba al sud-est de la Xina (Guangdong) i el nord del Vietnam.